# Rhesala imparata
Rhesala imparata là một loài bướm đêm trong họ Noctuidae.